# Samuel Brodbeck
Samuel Brodbeck (* 8. Oktober 1801 in Liestal; † 23. November 1855 ebenda) war ein Schweizer Politiker und Richter.

## Leben
Brodbeck wurde als Sohn von Politiker Niklaus Brodbeck geboren. Nach der Ausbildung zum Zuckerbäcker im Welschland weilte er als Geselle in Frankreich, um 1823 ins väterliche Geschäft in Liestal einzutreten. 
Im Jahr 1831 sass Brodbeck im Grossen Rat in Basel und 1832 sowie 1838 im Verfassungsrat des neu gegründeten Halbkantons Basel-Landschaft. Er war von 1832 bis 1834 im Landrat, von 1833 bis 1834 Mitglied der Standeskommission, von 1834 bis 1851 Regierungsrat und daneben 1837 auch im Erziehungsrat. Von 1851 bis 1855 hatte er das Amt des Oberrichters inne.
Brodbeck repräsentierte Stephan Gutzwillers Ordnungspartei und trug zur Stabilisierung des neu gegründeten Landkantons bei.